# Zodarion gracilitibiale
Zodarion gracilitibiale là một loài nhện trong họ Zodariidae.
Loài này thuộc chi Zodarion. Zodarion gracilitibiale được J. Denis miêu tả năm 1933.